# LHS 3844
LHS 3844は、インディアン座の方向に太陽から約48.5光年の距離にある赤色矮星である。
見かけの等級は、15.3等とされる。LHS 3844は、1つの太陽系外惑星を持つことがわかっている。

## 特徴
| 太陽 | LHS 3844  |
| ---- | --------- |
| 太陽 | Exoplanet |

LHS 3844は、太陽系近傍にある赤色矮星で、スペクトル型がM4.5からM5に位置づけられる、中間的な温度の赤色矮星であり、光球面の有効温度は約3,000 K、質量と半径は太陽の6分の1程度の大きさである。MEarthの望遠鏡で長期的に測光観測が行われ、自転周期は128日くらいと見積もられている。
自転がゆっくりで、また、スペクトルでは水素のHα線が弱いので、活動的ではないM型星ととらえられ、TESSの観測に基づいて、可視光・近赤外線で検出される大規模なフレアの発生頻度を見積もったところ、11年に1回程度となった。しかし、紫外線で検出される小規模なフレアはもっと高い頻度で発生しているとみられ、多ければ1日当たり5回程度になると予想される。

## 惑星系

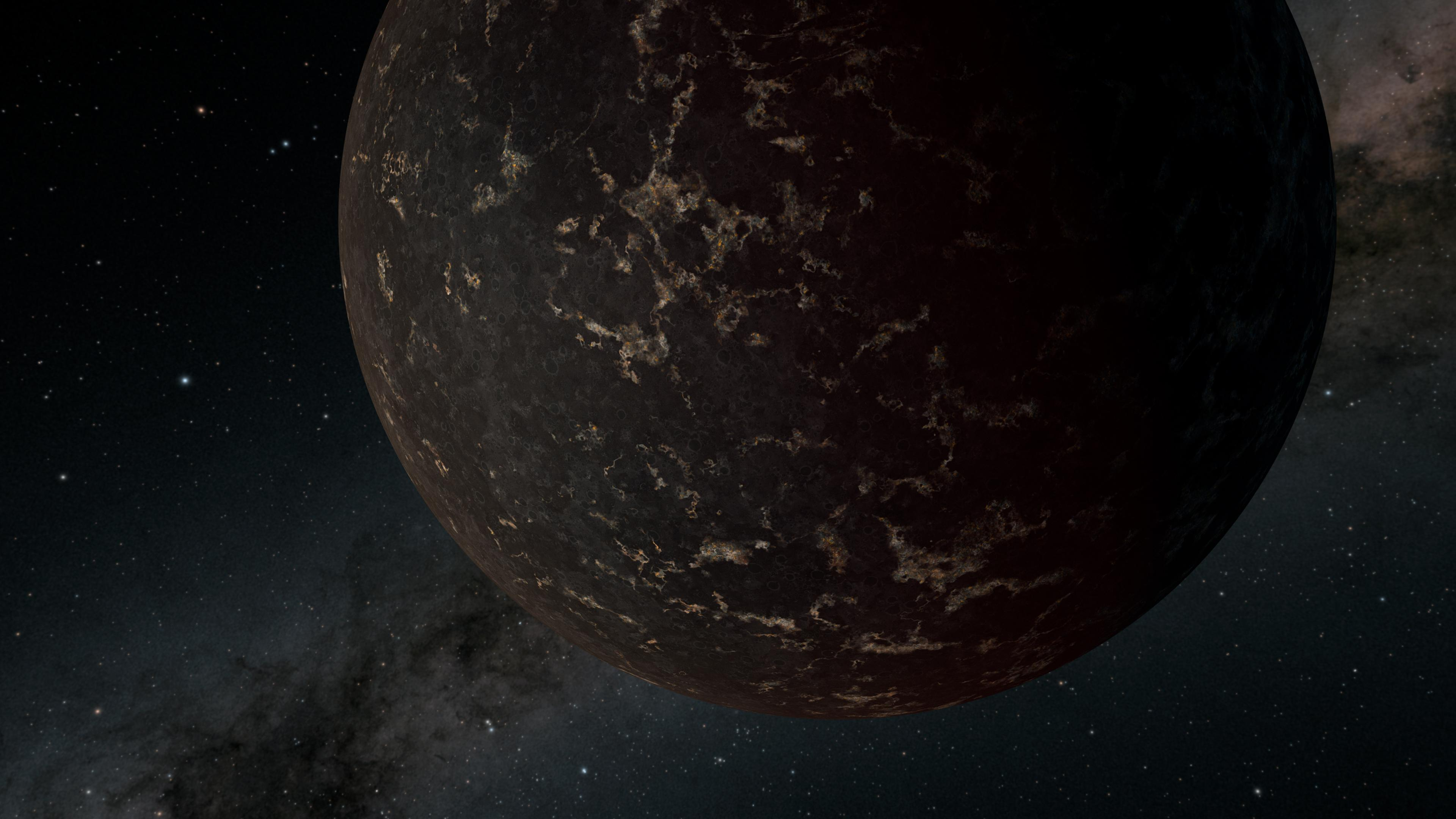
LHS 3844の周りを公転する太陽系外惑星LHS 3844 bの想像図。出典: NASA / JPL-Caltech / R. Hurt (IPAC)

2019年、TESSの観測で、惑星の通過によるものとみられる減光が検出された。TESSの検出をきっかけに、MEarthの過去の観測でも減光がみつかり、地上からの追観測でもTESSと同じ結果が出たことで、半径が地球の1.3倍、公転周期11時間程度の地球型惑星LHS 3844 bの存在が明らかになった。
LHS 3844 bは、スピッツァー宇宙望遠鏡の観測により、母星に面した昼側の温度が約1,000 K、母星と反対の夜側の温度がほぼ0 Kであることがわかり、気圧が10バール以上の大気は存在しないとされる。より希薄な大気も、恒星風によってはぎとられて維持できないとみられ、実際観測結果は惑星表面がむき出しの岩肌と考えることでよく説明できる。LHS 3844の紫外線観測から、LHS 3844 bに照射される高エネルギーの放射を検証したところ、惑星誕生時の大気が5400万年で消失するとみられ、大気が存在しないと考えることは妥当といえる。
| 名称 （恒星に近い順） | 質量         | 軌道長半径 （天文単位） | 公転周期 (日)          | 軌道離心率 | 軌道傾斜角    | 半径             |
| --------------------- | ------------ | ----------------------- | ---------------------- | ---------- | ------------- | ---------------- |
| b (Kua'kua)           | 2.2 ± 1.0 M⊕ | 0.00622 ± 0.00017       | 0.46292913 ± 0.0000019 | —          | 88.50 ± 0.51° | 1.244 ± 0.006 R⊕ |

2022年、ジェイムズ・ウェッブ宇宙望遠鏡の優先観測目標候補となっている太陽系外惑星のうち、20の惑星とその親星を公募により命名する「太陽系外惑星命名キャンペーン2022（NameExoWorlds 2022）」において、LHS 3844とLHS 3844 bは命名対象の惑星系の1つとなった。このキャンペーンは、国際天文学連合（IAU）が「持続可能な発展のための国際基礎科学年（IYBSSD2022）」の参加機関の一つであることから企画されたものである。2023年6月、IAUから最終結果が公表され、LHS 3844はBastũ̀、LHS 3844 bはKua'kuaと命名された。Bastũ̀は、コスタリカの先住民ブリブリ族が話すブリブリ語で「ハチドリ」を意味し、大地と人間の創造主たる創造神Sibö̀の使者でもある。Kua'kuaは、ブリブリ語で「蝶」を意味し、伝統的に女性を象徴する言葉としても使われ、ある種の蝶の出現は雨季の到来の間接的な兆しとされる。